# Vortografia
La vortografia è il nome creato dal fotografo americano Alvin Langdon Coburn alle sue opere che espose nel 1917.

## Descrizione
Come è noto, Coburn si formò a Parigi e a Londra e già nel 1913 espose in questa seconda città alla Wupill Gallery con una mostra che esibiva distorsioni abbastanza evidenti in New York from its Pinnacles.
In realtà il Vorticismo nacque in Inghilterra ed ebbe vita breve, tra il 1913-1915, probabilmente anche a causa del conflitto della prima guerra mondiale, con lo scopo di creare dinamismo ed energia alle forme, per lo più pittoriche ed astratte, attraverso una sorta di vortice.
Nel 1917 Coburn conobbe il connazionale Ezra Pound, uno dei protagonisti del cosiddetto modernismo prebellico, che lo introdusse nell'ambiente delle avanguardie artistiche dove già operavano personaggi come Francis Picabia e dove ebbero una rivista di riferimento del movimento inglese, Blast: a review of the Great English Vortex, creata dal pittore e scrittore Wyndham Lewis, anche se ormai desueta.
Coburn ebbe l'intuizione di creare una macchina composta al loro interno di prismi o specchi riflettenti che lo stesso Pound nel 1916 chiamò Vortoscopio. In questo modo creò le vortografie, fotografie realizzate consapevolmente, di cui se ne discusse per mesi, chi rifiutandole come Alfred Stieglitz, chi invece esaltaldone il mezzo "liberato la macchina fotografica dalla rappresentazione della realtà e portato la fotografia alla pari con l'astratto della moderna pittura", come ebbe a dire Ezra Pound.
Il British Journal of Photography, il 16 febbraio 1917, commentò le immagini di  Coburn: “è stata la più eccitante esperienza mai avuta in tutti i regni della fotografia. Per oltre un quarto di secolo ha utilizzato la macchina fotografica in un modo o in un altro, ma mai nulla ha eguagliato la sua scoperta di un supporto come il vortoscopio per la produzione di emozioni e divertimento estetico”.
Nel 2011 al Peggy Guggenheim di Venezia è stata realizzata la prima mostra italiana dedicata al Vorticismo in cui erano presenti anche fotografie di Coburn.

## La nascita del nome
Il termine fu coniato da Ezra Pound, insieme con Wyndham Lewis, riprendendolo da un'affermazione di Umberto Boccioni il quale definiva l'arte come risultato finale di un vortice di emozioni.